# Zlatko Zahović
Zlatko Zahovič [zlátko záhovič], , slovenski nogometaš, * 1. februar 1971, Maribor. 
Zahovič je bil eden najboljših slovenskih nogometašev. Proslavil se je v Portu, igral pa je tudi za Benfico, Olympiakos in Valencio, s katero je leta 2001 zaigral v finalu Lige prvakov. Bil je znan po svojih preigravanjih in zmožnosti doseganja zadetkov.
Kot član reprezentance je bil osrednja figura moštva, ki se je uvrstilo na dve največji tekmovanji, evropsko in svetovno prvenstvo. Je rekorder po številu nastopov in zadetkov za reprezentanco.

## Članska kariera
Nogomet je začel igrati v mladinskem moštvu NK Limbuš-Pekre, vendar za ta klub ni nikoli zaigral kot član. Člansko kariero je začel pri mariborskem NK Kovinar, kjer ga je opazil Milko Gjurovski, ki je bil na složenju vojaškega roka v Mariboru. Gjurovski ga je priporočil vodstvu Partizana, kamor je odšel leta 1989. V sezoni 1990/91 je bil posojen v zrenjaninski Proleter. 
Leta 1993 je zaradi tamkajšnjih vedno bolj negotovih razmer po razpadu Jugoslavije odšel na Portugalsko in zaigral za klub Vitória Guimarães. Leta 1996 je prestopil v sloviti FC Porto in v njegovem dresu doživel najbolj zvezdniške trenutke v portugalski ligi in ligi prvakov saj je bil v sezoni 1998/1999 celo najboljši strelec porta in eden od treh najboljših strelcev tega tekmovanja. V Portu je ostal do leta 1999 in z moštvom osvojil tri naslove portugalskega prvaka, leta 1998 je osvojil tudi portugalski pokal. Leta 1999 je prestopil v pirejski Olympiakos, vendar je klub zaradi nesoglasij s trenerjem hitro zapustil. Leta 2000 je prestopil v Valencio in se z njo še v isti sezoni uvrstil v finale lige prvakov, kjer jih je po streljanju enajstmetrovk premagal münchenski Bayern. Med tistimi, ki so izvajali enajstmetrovke, je bil tudi Zahović, vendar je njegov sicer dobro merjeni stel vratar Bayerna Oliver Kahn mojstrsko obranil. Tudi v Valenciji je prišel v navzkrižje s trenerjem, tokrat s Hectorjem Cupérjem, ki mu je po njegovem mnenju dal premalo priložnosti. Zato je leta 2001 zapustil Valencio in se vrnil na Portugalsko. Tokrat k lizbonski Benfici. 
V zimskem prestopnem roku januarja 2005 je Zahović prekinil pogodbo z Benfico in se poslovil od igranja nogometa, do sezone 2008/2009, ko je v 1. MNZ Maribor zaigral nekaj tekem pri ekipi Limbuš Pekre.

## Reprezentančna kariera
Dres slovenske reprezentance je prvič oblekel 7. novembra 1992 za prijateljsko tekmo proti Cipru. Leta 1999 se je pod taktirko Srečka Katanca uvrstil na evropsko prvenstvo 2000 v Belgiji in na Nizozemskem in tam zabil tri od štirih slovenskih zadetkov. Po prvenstvu so prišla na dan prva nasprotja s selektorjem Katancem, ki pa jih je NZS pometla pod preprogo. Skupaj s slovensko reprezentanco se je uvrstil na svetovno prvenstvo leta 2002 na Japonskem in v Južni Koreji, kjer pa je po prvi tekmi (ki jo je Slovenija s 3:1 izgubila proti Španiji) dokončno počilo. Po ostrem besednem dvoboju s Katancem (javnost si je najbolj zapomnila iz konteksta iztrgano izjavo glede namer o nakupu Šmarne gore) ga je NZS izključila iz ekipe in poslala domov. 
Po svetovnem prvenstvu, ko je Katanec odstopil z mesta selektorja, se je vrnil v izbrano vrsto. Po neuspehu v kvalifikacijah za EURO 2004 je moral z mesta selektorja odstopiti Bojan Prašnikar, nasledil pa ga je Branko Oblak, nekdanji selektor mlade slovenske reprezentance. Kmalu je postalo jasno, da želi Oblak pomladiti izbrano vrsto. Tako sta iz reprezentance izpadla še Zahović in Pavlin, zadnja predstavnika generacije, ki se je uvrstila na EURO 2000.

## Funkcija športnega direktorja
Avgusta 2007 se je vrnil v domači Maribor in v najuspešnejšem slovenskem klubu NK Maribor prevzel vlogo športnega direktorja.
Po začetnem skepticizmu in neuspešnem poskusu, da bi prvi trener moštva postal Milko Gjurovski, je Zahovič na mesto trenerja pripeljal nekdanjega soigralca iz reprezentance Darka Milaniča. V sezoni 2008-09 je NK Maribor spet postal državni prvak, v naslednji sezoni pa osvojil pokalno lovoriko. V sezoni 2010-11 je Maribor osvojil še 9. naslov. V klubu velja Zahovič za gradnika teh uspehov in glavnega "krivca" za ponoven vzpon kluba na vrh in uvrstitev v Ligo Evropa. Zaradi tega je izjemno priljubljen pri navijačih.
Izkazal se je tudi kot uspešen pogajalec pri prestopih nogometašev, saj je izpeljal kar nekaj odmevnih prestopov, najbolj izstopa prestop Josipa Iličića in Armina Bačinoviča v Palermo.

## Zasebno življenje
Živi v Mariboru. Njegov sin Luka Zahović je nogometaš.

## Lovorike
Partizan
- Jugoslovanska liga: 1992–93

Porto
- Portugalska Liga: 1996–97, 1997–98, 1998–99
- Portugalski pokal: 1997–98
- Portugalski Superpokal: 1998, 1999

Olympiacos
- Grška liga: 1999–2000

Benfica
- Portugalska liga: 2004–05
- Portugalski pokal: 2003–04

Valencia
- Liga prvakov: Finalist 2000–01